# Celleporina bellatula
Celleporina bellatula är en mossdjursart som beskrevs av Hayward och Ryland 1995. Celleporina bellatula ingår i släktet Celleporina och familjen Celleporidae. Inga underarter finns listade i Catalogue of Life.